# Bonnie Bramlett
Bonnie Bramlett, nata Bonnie Lynn O' Farrell (Alton, 8 novembre 1944), è una cantante statunitense.
Ha iniziato a cantare intorno alla metà degli anni '60 come membro del duo di coniugi Delaney & Bonnie. Dopo il divorzio dal marito Delaney Bramlett, nel 1972, ha intrapreso la carriera solista.

## Discografia
Delaney & Bonnie
- Home (1969)
- Accept No Substitute (1969)
- On Tour with Eric Clapton (1970)
- To Bonnie from Delaney (1970)
- Genesis (1971)
- Motel Shot (1971)
- Country Life (1972)
- D&B Together (1972)
- Catch My Soul (1973)
- The Best of Delaney & Bonnie (1973)

Bonnie Bramlett
- Sweet Bonnie Bramlett (1973)
- It's Time (1975)
- Lady's Choice (1976)
- Memories (1978)
- Step by Step (1981)
- I'm Still the Same (2002)
- It's Time/Lady's Choice (2004)
- Roots, Blues & Jazz (2006)
- I Can Laugh About It Now (2006)
- Beautiful (2008)
- Piece of My Heart - The Best of 1969-78 (2008)